# Винахід

Винахід (англ. invention, нім. Erfindung) — технічне рішення, що є новим, корисним у господарській діяльності і може бути практично застосоване. Визнаний офіційними експертами винахід може отримати правову охорону від держави і стати об'єктом промислової власності, що засвідчується особливим правоохоронним документом, який має назву патент.

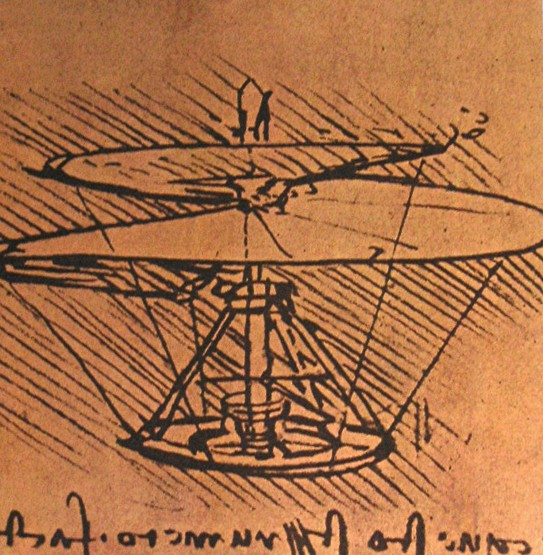
Креслення гелікоптера у виконанні Леонардо да Вінчі, одного із найвидатніших винахідників

Винаходом може бути «продукт», «процес» та «нове застосування відомого продукту чи процесу», пристрій, спосіб, сполука, композиція, застосування пристроїв за новим раніше невідомим призначенням, штами мікроорганізмів, культура клітини рослин і тварин тощо.

## Критерії патентоздатності
Винахід вважається патентоздатним, якщо він є новим, має винахідницький рівень та є промислово придатним (тобто винахід можна використовувати у промисловості або іншій сфері діяльності людини).

## Рівні винаходів
3-й рівень винаходу — суттєві відмінності принципу дії об'єктів.
2-й рівень винаходу — відмінності на рівні вузлів об'єкту.
1-й рівень винаходу — відмінності на рівні окремих елементів. Дуже часто це заміна одного матеріалу на інший.

## Види спеціалізованих патентів
- Парасольковий — максимальна кількість ознак винаходу в найбільш узагальненому вигляді, щоб захистити усі можливі варіанти, модифікації, а також перспективу вдосконалення об'єкту патентування. Коли відомі ознаки вже існуючих винаходів на рівні 2+2=4 їх потрібно узагальнити та добиватись охороноздатності на рівні а+б=с чи f(x)+f(y)=f(z).
- Зінгеровський — мінімальна кількість ознак, використаних у всіх без виключення проаналізованих споріднених винаходах (найкраще — одна ознака), якими можна забезпечити охороноздатність.
- Блокуючий — орієнтований на захист тих галузей техніки в яких патентовласник через якісь причини не може розробляти (виготовляти) продукцію та бажає блокувати патентами доступ конкурентів.
- Деблокуючий — орієнтований на обхід патентів конкурентів та виникнення незалежного або паралельного права на одні й ті ж об'єкти.
- Рекламний — власника цікавить тільки кількість таких патентів та рекламні властивості назв, описів, рефератів.
- Дезорієнтуючий — підготовка формул винаходів, направлених на укриття істинних намірів патентовласників та на відволікання уваги конкурентів від справжнього стану справ.
- Комбінований — ув'язка в одній формулі протилежних вимог замовника.

## Службовий винахід
Службовий винахід — винахід, створений працівником у зв'язку з виконанням службових обов'язків чи дорученням роботодавця за умови, що трудовим договором (контрактом) не передбачене інше або з використанням  досвіду, виробничих знань, секретів виробництва і обладнання роботодавця.
Право авторства на службовий винахід належить працівнику (автору). Виключне право на службовий винахід та право на отримання патенту належать роботодавцю, якщо трудовим або іншим договором між працівником і роботодавцем не передбачено інше. При відсутності в договорі між роботодавцем та працівником угоди про інше, працівник повинен письмово повідомити роботодавця про створення у зв'язку з виконанням своїх трудових обов'язків або конкретного завдання роботодавця такого результату, щодо якого можлива правова охорона.
Якщо роботодавець протягом чотирьох місяців з дня повідомлення його працівником не подасть заявку на видачу патенту на відповідний службовий винахід чи не передасть право на отримання патенту на службовий винахід іншій особі або не повідомить працівникові про збереження інформації про відповідний результаті інтелектуальної діяльності в таємниці, право на отримання патенту на такий винахід належить працівникові. У цьому випадку роботодавець протягом терміну дії патенту має право використання службового винаходу у власному виробництві на умовах простої (невиключної) ліцензії з виплатою патентовласнику компенсації, розмір, умови і порядок виплати якої визначаються договором між працівником і роботодавцем, а у разі спору — судом.
Якщо роботодавець отримає патент на службовий винахід, або прийме рішення про збереження інформації про такий винахід у таємниці і повідомить про це працівникові, або передасть право на отримання патенту іншій особі, або не отримає патент за поданою ним заявкою по залежних від нього причин, працівник має право на винагороду. Розмір винагороди, умови і порядок його виплати роботодавцем визначаються договором між ним і працівником, а у разі спору — судом.
Строк збереження  роботодавцем  чи його правонаступником службового винаходу як конфіденційної інформації у разі його невикористання не повинен перевищувати чотирьох років. У протилежному випадку право на  одержання патенту  на  службовий винахід переходить до  винахідника  чи його правонаступника.
Винахід створений працівником з використанням грошових, технічних чи інших матеріальних засобів роботодавця, але не у зв'язку з виконанням своїх трудових обов'язків або конкретного завдання роботодавця, не є службовими. Право на одержання патенту і виключне право на такі винахід належать працівникові. У цьому випадку роботодавець має право за своїм вибором вимагати надання йому безоплатній простій (невиключної) ліцензії на використання створеного результату інтелектуальної діяльності для власних потреб на весь термін дії авторського права або відшкодування витрат, понесених ним у зв'язку зі створенням такого винаходу.

## Комерціалізація винаходів
Винахідники можуть керуватися бажанням винайти або створити щось нове та краще, звичайним альтруїзмом або комерційними інтересами. Винахід може бути і результатом комбінування цих мотиваційних факторів. Однак незважаючи на фактори мотивації винахідника, без комерціалізації, тобто виробництва товарів та послуг із використанням винаходу, останній буде приречений на існування на рівні теоретичної розробки. З метою сприяння комерціалізації винахідники об'єднуються у асоціації, інноваційні центри та бізнес-інкубатори, що надають їм необхідне тренування підприємницьких здібностей, консультаційну допомогу та економічні ресурси, яких у приватних винахідників зазвичай недостатньо. Дослідницькі центри великих корпорацій працюють за іншим принципом, вони наймають талановитих науковців, котрі мають винахідницький потенціал і забезпечують цих працівників регулярним прибутком в обмін на передачу усіх майнових прав на винахід. Немайнові права винахідників (право авторства) є невід'ємними.

## Винаходи та інновації
За термінологією політекономіста Йозефа Шумпетера, винахід відрізняється від інновації. Винахід — це як правило теоретична розробка (яка, втім, може бути запатентована), тоді як інновація — це винахід, який знайшов практичне використання. Подібне твердження, однак, суперечить теоріям соціальної антропології та іншим соціальним наукам, які вважають, що інновації — це будь-що нове у культурі і вони не обов'язково повинні бути сприйняті суспільством. Теорія прийняття або неприйняття інновацій називається дифузія інновацій.

## Законодавство України

### Використання винаходів
Поняття «використання» у патентному праві має чітко визначений зміст. Використанням винаходу (корисної моделі) визнається:
- виготовлення продукту із застосуванням запатентованого винаходу (корисної моделі), застосування такого продукту, пропонування для продажу, у тому числі через мережу Інтернет, продаж, імпорт та інше введення його в цивільний обіг або зберігання такого продукту в зазначених цілях;
- застосування процесу, що охороняється патентом, або пропонування його для застосування в Україні, якщо особа, яка пропонує цей процес, знає про те, що його застосування забороняється без згоди власника патенту або внаслідок обставин це і так є очевидним.

Одночасно з цим не визнається порушенням прав, що випливають з патенту на винахід, такі використання:
- на основі права попереднього користувача;
- в конструкції чи при експлуатації транспортного засобу іноземної держави, який тимчасово або випадково перебуває у водах, повітряному просторі чи на території України, за умови, що винахід (корисна модель) використовується виключно для потреб зазначеного засобу;
- без комерційної мети;
- з науковою метою або в порядку експерименту;
- за надзвичайних обставин (стихійне лихо, катастрофа, епідемія тощо) з повідомленням про таке використання власника патенту одразу, як це стане практично можливим, та з виплатою йому відповідної компенсації.

Незаконне використання винаходу, корисної моделі, промислового зразка, топографії інтегральної мікросхеми, сорту рослин, раціоналізаторської пропозиції, привласнення авторства на них, або інше умисне порушення права на ці об'єкти, якщо це завдало матеріальної шкоди у значному розмірі є кримінально караним.